# Хитровка (Воронежская область)
Хитро́вка — село в Панинском районе Воронежской области России.
Входит в состав Красненского сельского поселения.

## Население
| 1859 | 1897 | 2000 | 2005 | 2010 |
| ---- | ---- | ---- | ---- | ---- |
| 438  | ↗586 | ↘158 | ↘123 | ↘60  |

## Улицы
- ул. Кирова,
- ул. Чкалова.